# Guatevisión

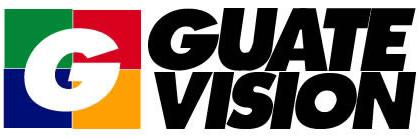

Guatevisión, est une chaîne de télévision publique guatémaltèque.

## Historique
Elle a été lancée le 12 mai 1975.